# Subphauloppia lamellata
Subphauloppia lamellata är en kvalsterart som beskrevs av Sandór Mahunka 1985. Subphauloppia lamellata ingår i släktet Subphauloppia och familjen Oribatulidae. Inga underarter finns listade i Catalogue of Life.